# Polydora spondylana
Polydora spondylana är en ringmaskart som beskrevs av Mohammad 1973. Polydora spondylana ingår i släktet Polydora och familjen Spionidae. Inga underarter finns listade i Catalogue of Life.